# Poids mouches (MMA)
Pour les articles homonymes, voir Poids mouches.
La division poids mouches dans les arts martiaux mixtes, telle que définie par la doctrine des sports de combat de la Nevada State Athletic Commission et par l’Association of Boxing Commissions, est destinée aux combattant pesant 125 lb (56,7 kg) ou moins. Elle se situe entre la division des poids pailles et des poids coqs.
La division poids mouches dans les arts martiaux mixtes fait référence à plusieurs catégories de poids différentes :
- la division poids mouches de l'UFC regroupe les combattants de 116 à 125 lb (52,7 à 56,7 kg) ;
- la division poids mouches-légères du Pancrase impose une limite de poids maximale à 54 kg ;
- la division poids mouches du Shooto impose une limite de poids maximale à 52 kg[3] ;
- la division poids mouches du ONE Championship impose une limite de poids maximale à 61,2 kg ;
- la division poids mouche du Road FC impose une limite de poids maximale à 125 lb (56,7 kg).

## Champions professionnels

### Champions actuels
Ces tableaux ont été mis à jour pour la dernière fois en juin 2024.

#### Hommes
| Organisation                   | Début du règne     | Champion           | Défenses |
| ------------------------------ | ------------------ | ------------------ | -------- |
| Ultimate Fighting Championship | 8 juillet 2023     | Alexandre Pantoja  | 2        |
| Bellator MMA                   | -                  | Titre Vacant       | -        |
| ONE Championship               | 27 août 2022       | Demetrious Johnson | 1        |
| Rizin Fighting Federation      | 31 décembre 2023   | Kyoji Horiguchi    | 0        |
| Fight Nights Global            | -                  | Titre Vacant       | -        |
| Absolute Championship Akhmat   | 25 février de 2023 | Kurban Gadzhiev    | 0        |
| Cage Warriors                  | 31 décembre 2022   | Shajidul Haque     | 1        |
| Legacy Fighting Alliance       | 17 novembre 2023   | Eduardo Henrique   | 0        |

#### Femmes
| Organisation                   | Début du règne  | Championne    | Défenses |
| ------------------------------ | --------------- | ------------- | -------- |
| Ultimate Fighting Championship | 4 mars 2023     | Alexa Grasso  | 1        |
| Bellator MMA                   | 22 avril 2022   | Liz Carmouche | 3        |
| Invicta FC                     | -               | Titre Vacant  | -        |
| KSW                            | -               | Titre Vacant  | -        |
| Legacy Fighting Alliance       | 23 février 2024 | Shannon Clark | 0        |